# Ława przysięgłych (film)
Ława przysięgłych (ang. Runaway Jury) – amerykański thriller z 2003 roku na podstawie powieści Johna Grishama.
Film został wyprodukowany w wytwórni 20th Century Fox. Zdjęcia do filmu kręcono w różnych miastach Luizjany.

## Opis fabuły
Celeste Wood straciła męża po tym, jak został zastrzelony. Pozywa firmę produkującą broń, z której zginął jej mąż, do sądu. Zarzuca firmie świadome nieprzestrzeganie przepisów o sprzedaży pistoletów. Jej adwokatem jest Wendell Rohr – idealista, całkowicie oddany sprawie. Firma wynajmuje Rankina Fitcha – konsultanta prawnego. Dzięki zastosowaniu nowoczesnej technologii zbiera informacje o 12 sędziach przysięgłych. Za pomocą grupy ludzi manipuluje nimi, by werdykt był korzystny dla firmy zbrojeniowej. Jednak pewien człowiek chce na tym procesie coś ugrać. To Nicholas Easter – przewodniczący ławy przysięgłych. Razem ze swoją dziewczyną Marlee nawiązuje kontakt z Fitchem. Mówi mu, że może załatwić korzystny werdykt za korzystną „opłatą”. Ten jednak zaczyna coś podejrzewać i próbuje sprawdzić ją. Odkrywa, że tę samą ofertę otrzymał Rohr.

## Główne role
- John Cusack – Nicholas Easter
- Gene Hackman – Rankin Fitch
- Dustin Hoffman – Wendell Rohr
- Rachel Weisz – Marlee
- Bruce Davison – Durwood Cable
- Bruce McGill – Sędzia Harkin
- Jeremy Piven – Lawrence Green
- Nick Searcy – Doyle
- Stanley Anderson – Henry Jankle
- Cliff Curtis – Frank Herrera
- Nestor Serrano – Janovich
- Leland Orser – Lamb
- Jennifer Beals – Vanessa Lembeck
- Gerry Bamman – Herman Grimes
- Joanna Going – Celeste Wood
- Bill Nunn – Lonnie Shaver
- Juanita Jennings – Loreen Duke
- Marguerite Moreau – Amanda Monroe
- Nora Dunn – Stella Hulic
- Guy Torry – Eddie Weese
- Rusty Schwimmer – Millie Dupree
- Margo Moorer – Kaufman
- David Dwyer – Birk
- Michael Arata – Raines
- Rhoda Griffis – Rikki Coleman
- Fahnlohnee R. Harris – Sylvia Deshazo
- Corri English – Lydia Deets
- Jason Davis – Phillip Savelle
- Xuan Van Nguyen – Henry Wu
- Douglas M. Griffin – Terry Docken
- Carol Sutton – Lou Dell